# Fire Krokannsanger
Fire Krokannsanger (Noors voor Vier liederen op tekst van Krokann) is een compositie van Johan Kvandal. Het betreft een viertal toonzettingen van gedichten van Inge Krokann. Die vier gedichten zijn:
1. Luren læt i Skiråliom
2. Det gode ord
3. Reinen
4. Blåsymra.

De liederen zijn een goed bewaard geheim. Dat wordt waarschijnlijk veroorzaakt doordat Inge Krokann zich meestal uitte in zijn Oppdals dialect en het nynorsk. Ook de componist Sparre Olsen wendde zich tot deze schrijver in zijn Sju Krokannsanger. Beide liederenbundels worden door de Noorse muziekcentrale aangeduid als belangrijke werken, doch van beide zijn in 2013 geen enkele opnamen te vinden.

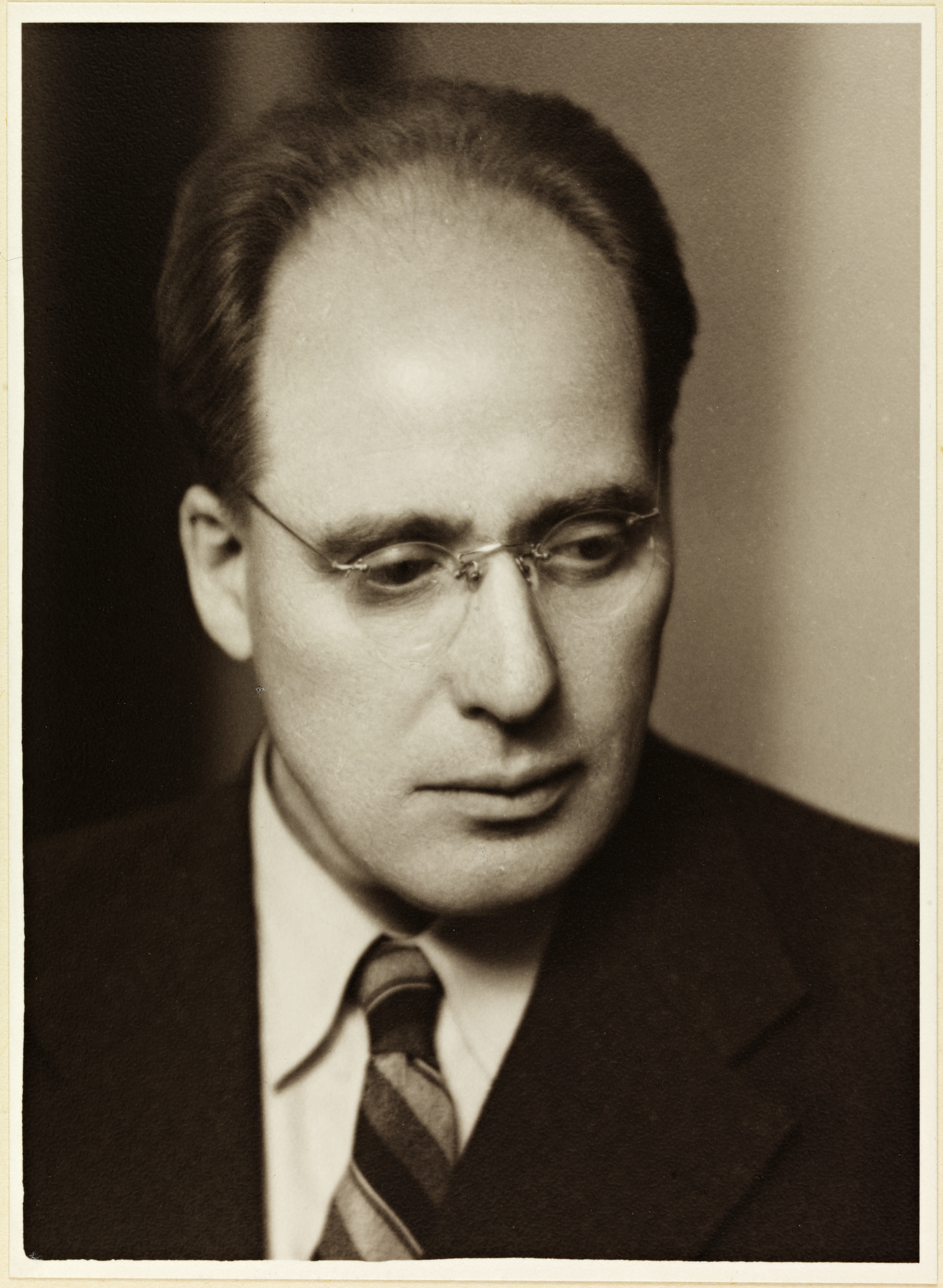
Inge Krokann